# Holomelina rubropicta
Holomelina rubropicta là một loài bướm đêm thuộc phân họ Arctiinae, họ Erebidae.